# 吉田千沙
吉田 千沙（よしだ ちさ、1988年9月18日 - ）は、愛知県出身の女子バスケットボール選手である。ポジションはフォワード。175cm。ニックネームは「サエ」。

## 来歴
名門桜花学園高校では3年のインターハイで優勝。
卒業後、デンソーに入社。U-19世界選手権に出場する日本代表に選ばれる。
2016年引退。

## 経歴
- 桜花学園高 - デンソー（2007年〜2016年）

## 日本代表歴
- 2007女子U-19世界選手権

## 参照
1. ↑  “退部者のご報告（2016.4.25）”.   デンソーアイリス (2016年4月25日). 2016年4月25日閲覧。